# 真田幸隆
真田幸隆（1513年—1574年6月8日、永正10年－天正2年5月19日），日本戰國時代的武將。甲斐国的戰國大名武田氏的家臣，也是真田家的始祖。有子真田信綱、真田昌輝、真田昌幸、真田信尹及金井高勝。又名真田幸綱，人稱「攻彈正」。正室是河原隆正之妹恭雲院。

## 經歷
1513年幸隆出生，是真田賴昌的次男，幼名次郎三郎，通稱是源太左衛門，其後成為了真田氏的家督。1541年，武田信虎聯同諏訪賴重以及村上義清攻打海野氏，協助海野氏的幸隆被聯軍所擊敗，海野氏投降，幸隆逃到上野國投靠箕輪城主長野業正。
幸隆歸順武田氏（歸順時間為1543年或1544年）後不久協助武田家攻打佐久城，接著亦參與不同規模的戰爭。根據《甲陽軍鑑》記載，幸隆亦有參與上田原之戰，當時身份是板垣信方的脇備。
1550年幸隆向晴信提出攻打砥石城（又稱戶石城）的請求，晴信親率大軍進攻砥石城，但遭到村上義清的頑強抵抗，大敗而還（砥石崩）。不過據《高白齋記》記載，翌年1551年5月26日，幸隆運用了智謀僅花一天時間便佔領了砥石城，使村上義清實力大減。1553年當武田軍陷克村上義清的葛尾城後，義清逃到越後，幸隆終於回復舊有的領土。1559年晴信出家剃髮改名信玄，幸隆亦跟隨信玄，法號一德齋。在武田信和上杉軍的五次川中島之戰當中，真田幸隆成為了前線的重要人物。第四次川中島之戰亦在陣，嘗試突襲上杉軍的本隊。
1563年9月出兵攻打上杉家的岩櫃城，家臣齋藤憲廣死守。幸隆則勸誘憲廣外甥彌三郎成功，10月攻克岩櫃城，憲廣逃亡。1565年在海野氏及常田氏的協助下，攻佔了嵩山城。真田氏以岩櫃城作為軍事據點。1566年武田信玄親征箕輪城，長野氏滅亡，而幸隆因舊主恩惠，收留了部份長野氏的遺臣。
1567年因生病的關係，將家督繼位給長男信綱。由於武田家和今川家的關係出現斷裂，武田信玄開始入侵今川氏統治的駿河地區，幸隆派遣三個兒子出陣。晚年留守吾妻郡，力拒上杉氏的入侵，尤其是白井城，1572年幸隆派遣軍隊成功佔領，1573年乘信玄西征未回歸時，上杉軍攻佔了白井城。1574年5月14日，在戶石城（另說岩櫃城）病逝，享壽62歲。

## 人物
- 別稱「攻彈正」，擅於攻城，亦擅於說服他人謀反，幸隆亦是武田家三彈正之一。

## 家系
- 父：真田賴昌
- 母：海野棟綱之女
- 正室：河原隆正女兒
- 側室：羽尾幸全女兒
- 長男：真田信綱
- 次男：真田昌輝
- 三男：真田昌幸
- 四男：真田信尹
- 五男：金井高勝